# Šárka Radová
Šárka Radová, (* 3. května 1949 Praha) je česká keramička a sochařka.

## Život
Narodila se do rodiny keramiků Pravoslava a Jindřišky Radových. Po studiu na Střední všeobecně vzdělávací škole v Praze 2 na Náměstí míru absolvovala V letech 1967 až 1973 studium keramiky na Vysoké škole uměleckoprůmyslové v Praze pod vedením profesora Otty Eckerta. Diplomovou práci vytvořila v porcelánce v Lesově. Figurální porcelán a keramické reliéfy s poetickými náměty se staly jejím hlavním zájmem. Spolupracuje s českými porcelánkami. 
Od roku 1974 vystavuje a pravidelně se účastní keramických sympozií a setkání, jak v České republice (v Praze například ve Vojanových sadech,  Bechyni, v Karlových Varech, od 90. let v porcelánce v Lounech), tak v zahraničí (například Galerie Am Graben ve Vídni, v Klagenfurtu, v italském Bassanu del Grappa a ve Faenze, v německém centru Bauhaus v Dessavě, v porcelánce Kahla v Geře, ve Wolfsburgu, v maďarském Siklósi, švýcarském Nyonu či v holandském Naardenu. 
Od roku 1994 začala používat výhradně technický porcelán a většinu soch vytvořila v halách Elektroporcelánu Louny.
Je členkou výtvarného odboru Umělecké besedy a Sdružení výtvarníků keramiků.

## Zastoupení ve veřejných sbírkách
Je zastoupena ve sbírkách: 
- Uměleckoprůmyslové muzeum v Praze
- Národní galerie v Praze
- Moravská galerie v Brně
- Rabasova galerie v Rakovníku

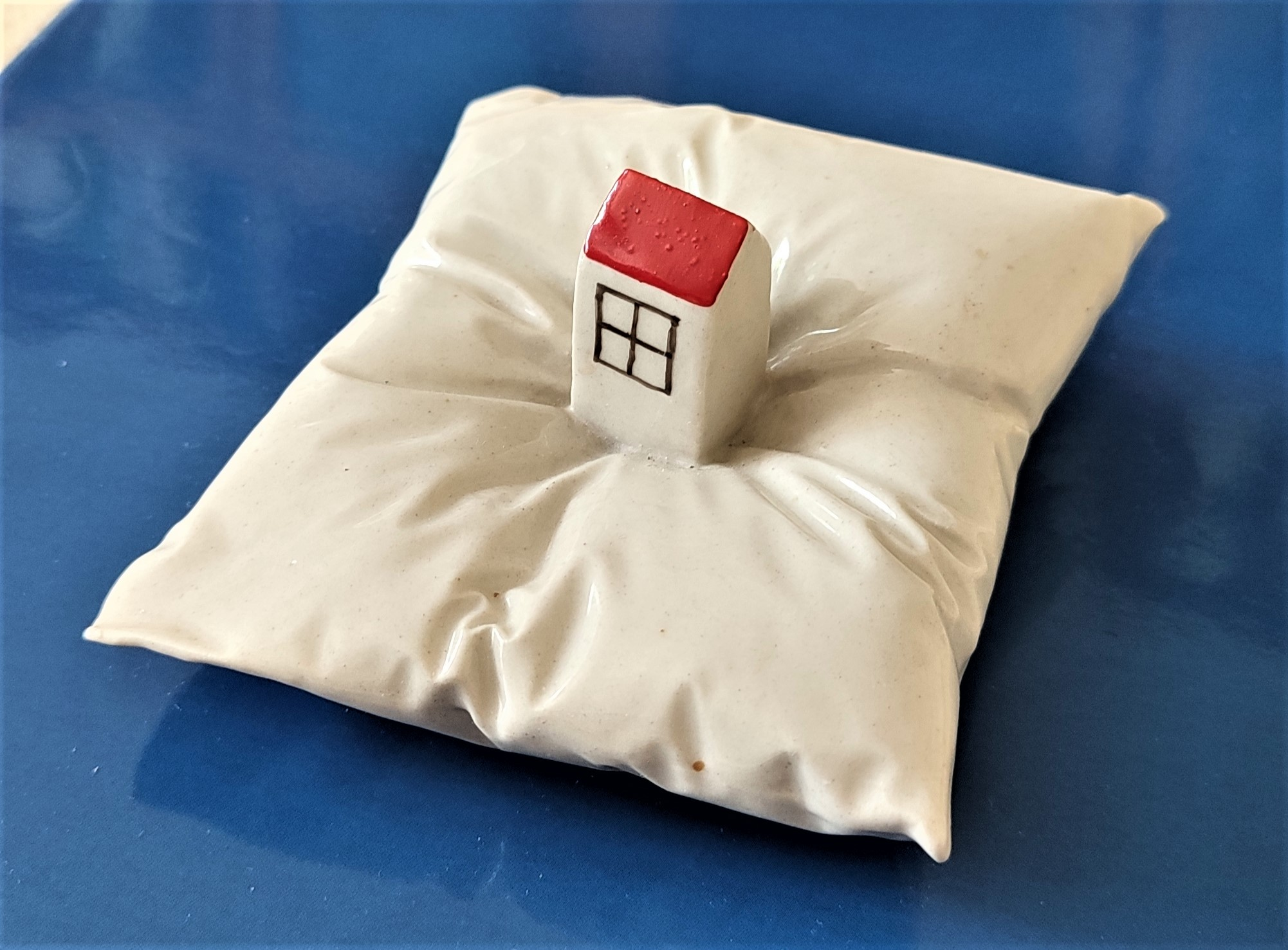
Dům na polštáři (kolem 1985)

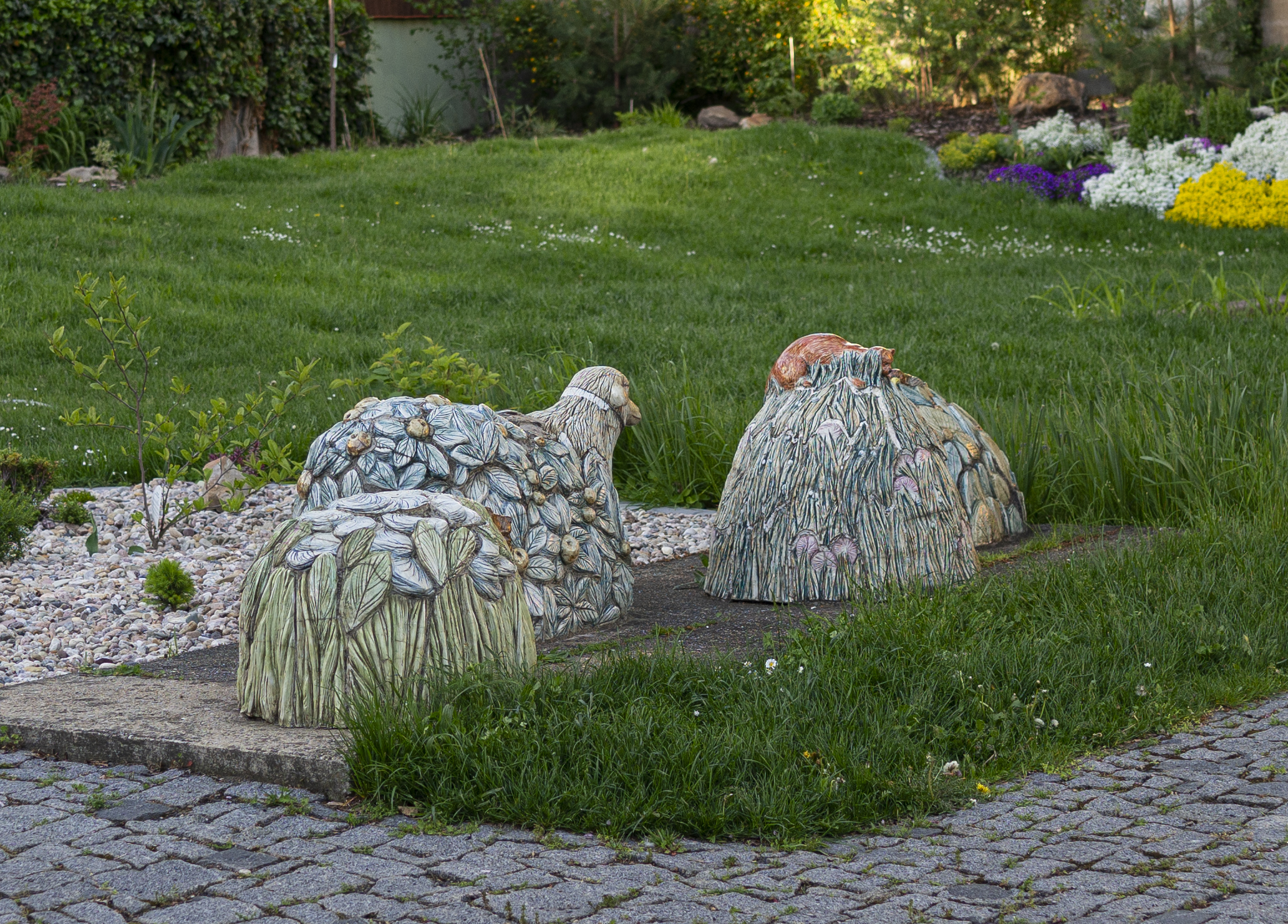
Zvířata, Praha (1982)

- Alšova jihočeská galerie, pobočka galerie keramiky v Bechyni
- Severočeské muzeum v Liberci
- Galerie výtvarného umění Bratislava
- Muzeum keramiky Faenza, Itálie
- Městské museum keramiky, Bassano del Grappa, Itálie
- Studio keramiky, Siklós, Maďarsko
- Museum Ariana Ženeva, Švýcarsko
- Uměleckoprůmyslové museum Gera, Německo
- Museum J. A. Komenského, Naarden, Nizozemí
- Zemské muzeum užitého umění Karlsruhe.
- další veřejné i soukromé sbírky.[4]

### Publikace
- VANČA Jaroslav – RADOVÁ Šárka: Šárka Radová, monografie k výstavě konané ve dnech 3. května až 9. června 2019 v Severočeské galerii výtvarného umění v Litoměřicích. GVU Litoměřice 2019, ISBN 978-80-87784-44-0